# Otto Schubert
Pour les articles homonymes, voir Schubert et Schubert (homonymie).
Otto Schubert, né à Dresde (royaume de Saxe) le 29 janvier 1892 et mort dans cette ville, dans le quartier Loschwitz, le 12 juin 1970, est un artiste peintre et graphiste allemand.

## Biographie

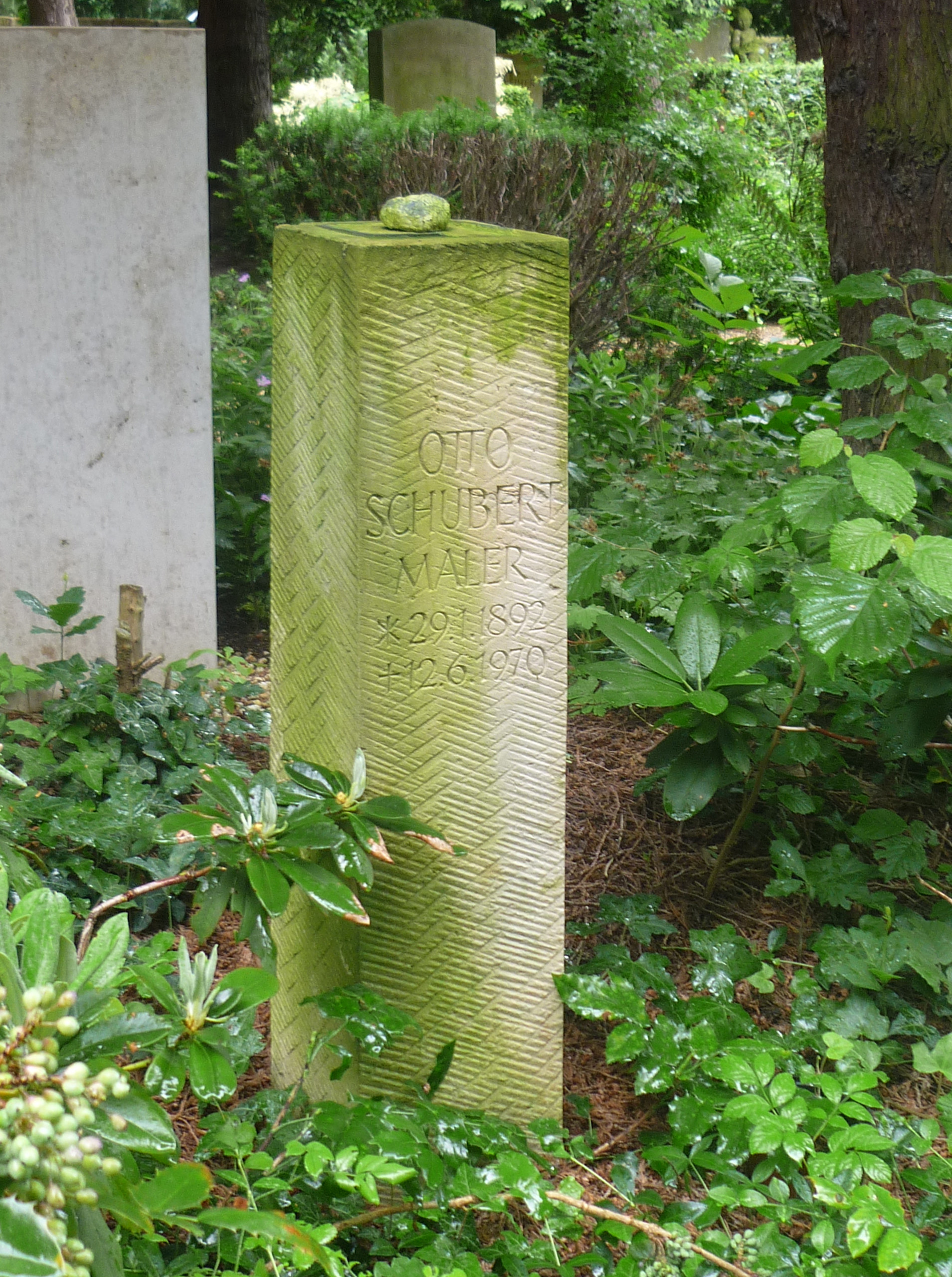
Tombe d'Otto Schubert au cimetière de Loschwitz.

Otto Schubert étudie de 1906 à 1909 à l'École des Arts appliqués de Dresde et travaille de 1909 à 1913 comme peintre de scène au théâtre de la cour (Semperoper) de Dresde.
De 1913 à 1914, il fait des études graphiques avec Emanuel Hegenbarth à la Dresden Art Academy. Il fait son service militaire de 1914 à 1917 puis, de 1917 à 1918, il est l'élève à la maîtrise d'Otto Gussmann et d'Otto Hettner et reçoit le grand prix d'État. En 1919, il fonde le Dresden Secession Group avec Otto Dix, Conrad Felixmüller et d'autres. Il est découvert par Julius Meier-Graefe pour la Marées-Gesellschaft, qui édite à partir de 1918 plusieurs livres qu'il illustre. Seuls quelques-uns de ses graphiques ont survécu, car les blocs d'impression et les plaques ont été détruits pendant la Seconde Guerre mondiale. Schubert a eu sa première grande exposition spéciale en 1922 dans la galerie Alfred Flechtheim à Berlin. À partir de 1945, il travaille comme pigiste à Dresde.

## Illustrations
- Shakespeare Visionen. Eine Huldigung deutscher Künstler, Marées-Gesellschaft, München, 1918.
- Otto Schubert, Bilderbuch für Tyll und Nele.-, Marées-Gesellschaft, München, 1920.
- Carl Hauptmann, Die lilienweiße Stute, Rudolf Kaemmerer Verlag, Dresden, 1920.
- Ganymed. Blätter der Marees-Gesellschaft Marées-Gesellschaft, München, 1920.
- Johann Wolfgang von Goethe, Reinecke Fuchs, Marées-Gesellschaft, München, 1921.
- Karl Linke, Die Nibelungen neu erzählt, Deutscher Verlag für Jugend und Volk, Wien, 1924.